# Krasne (gmina Krasnopol)
Krasne – wieś w Polsce położona w województwie podlaskim, w powiecie sejneńskim, w gminie Krasnopol.
W latach 1975–1998 miejscowość należała administracyjnie do województwa suwalskiego.

## Zabytki
Do rejestru zabytków Narodowego Instytutu Dziedzictwa wpisane są następujące obiekty.
- zagroda nr 21 (d. 23) (nr rej.: 174 z 2.06.1981)
  - dom
  - chlew (nie istnieje)
  - stodoła (nie istnieje)
  - spichrz (nie istnieje)